# Kirkintilloch
Kirkintilloch (Schots-Gaelisch: Cathair Cheann Tulach) is een dorp en voormalige Burgh in de Schotse council East Dunbartonshire in het historisch graafschap Dunbartonshire. Kirkintilloch ligt ongeveer 12 kilometer ten noordoosten van Glasgow.